# هيرامس
يعد نظام تقييم توافر الموارد والخدمات الصحية (هيرامس - HeRAMS) أحد أدوات «منظمة الصحة العالمية - WHO» لقياس وتقييم مدى توافر الخدمات الطبية، فهو نظام إلكتروني لمتابعة وتقييم الموارد الطبية، وهو يعد أمرًا ضروريًا لفهم قدرات ونقاط ضعف النظم الصحية، ويستخدم للحصول على المعلومات في حالات الطوارئ. يساهم النظام في اتخاذ القرارات الإدارية، وتطبيق الخطط الفعالة في مجال الرعاية الصحية في الوقت المناسب، وهو مهم بشكل خاص في حالات الطوارئ الإنسانية أو تحسين الرعاية الصحية.
ولكن على الرغم من أنه ينبغي استخدامه كنظام تقييم للوقت الفعلي، إلا أنه لا يزال يستخدم حتى الآن كفحوصات مقطعية.
في الدول النامية تظهر جليًا الآثار الخطيرة وطويلة الأمد للأزمات الحادة والممتدة على صحة السكان والنظم الصحية بشكل خاص. ولأن قرارات هذا النظام يمكنها إنقاذ الأرواح والحد من المعاناة خاصةً في حالات الطوارئ؛ لذا فقد تم إجراء التقييم في بلدان مثل: السودان، مالي، الفلبين، جمهورية إفريقيا الوسطى، سوريا، فيجي، نيجيريا، اليمن، العراق وأوكرانيا.